# Liste der Bürgermeister von Taufkirchen (bei München)
Die Liste der Bürgermeister von Taufkirchen gibt einen Überblick über die Bürgermeister der oberbayerischen Gemeinde Taufkirchen (Landkreis München).

## Bürgermeister
| Bild | Bürgermeister          | Partei | Partei | Amtszeit                                    |
| ---- | ---------------------- | ------ | ------ | ------------------------------------------- |
|      | Joseph Spindler        |        |        | 1821/24                                     |
|      | Matthias Riedmair      |        |        | 1824                                        |
|      | Peter Pauli            |        |        | 1827/33                                     |
|      | Johann Spindler        |        |        | 1839/42                                     |
|      | Johann Rummel          |        |        | 1842/44                                     |
|      | Peter Wagmüller        |        |        | 1866/69 (Vorsteher) 1869/75 (Bürgermeister) |
|      | Johann Gamperl         |        |        | 1875–1881                                   |
|      | Johann Sutner          |        |        | 1881–1887                                   |
|      | Peter Wagmüller (Sohn) |        |        | 1887–1905                                   |
|      | Johann Kameter         |        |        | 1905–1924                                   |
|      | Balthasar Laubhart     |        |        | 1924–1926                                   |
|      | Johann Riedmaier       |        |        | 1926–1935                                   |
|      | Johann Bücherl         |        |        | 1935–1945                                   |
|      | Balthasar Laubhart     |        |        | 1945                                        |
|      | Hans Schroll           |        |        | ab 1945                                     |
|      | Johann Bücherl         |        |        | 1966                                        |
|      | Josef Geisenhof        |        |        | 1966–1972                                   |
|      | Walter Riedle          |        | CSU    | 1972–1990                                   |
|      | Hartmann Räther        |        | SPD    | 1990–2002                                   |
|      | Eckhard Kalinowski     |        | SPD    | 2002–2008                                   |
|      | Jörg Pötke             |        | ILT    | seit 2008 seit November 2012 suspendiert    |
|      | Angelika Steidle       |        | CSU    | November 2012 (komm.)–2014                  |
|      | Ullrich Sander         |        | frei*  | Seit 2014 * über CSU-Liste                  |